# Hsu Chia-cheng
Hsu Chia-cheng (* 7. Januar 1969) ist eine ehemalige taiwanische Fußballspielerin.

## Karriere
Hsu spielte im November 1991 für den japanischen Verein Suzuyo Shimizu FC Lovely Ladies. Die Abwehrspielerin stand bei der Weltmeisterschaft 1991 im Kader der Nationalmannschaft, die das Viertelfinale erreichte, und kam auf vier Einsätze gegen Italien (0:5), Deutschland (0:3), Nigeria (2:0) und die Vereinigten Staaten (0:7).